# Legalstart
 (février 2024).
 (septembre 2024).
Legalstart (nom commercial de Yolaw) est une plateforme de services juridiques en ligne à destination des microentreprises (TPE) et  petites ou moyennes entreprises (PME) dont l’objectif est de permettre à un entrepreneur de gérer seul l’ensemble de ses démarches administratives, juridiques et comptables.

## Historique
Yolaw est co-fondée en 2012 par Pierre Aïdan (avocat aux barreaux de Paris et New York), Timothée Rambaud (ingénieur) et Stéphane Le Viet (entrepreneur). Le lancement commercial du site legalstart.fr a lieu en mars 2014.
En 2016, Legalstart est lauréat du Concours de l’innovation numérique de BPI France.
Legalstart est notamment partenaire du réseau NCE, de la BNP Paribas, des Editions Tissot, de LexisNexis, de Qonto et de Finom,.
En avril 2018, Legalstart entre au capital de Legafrik, la legaltech africaine, pour favoriser la création d’entreprise dans la zone Ohada.
Quelques mois plus tard, en novembre 2018, Legalstart développe une plateforme de comptabilité en ligne.
En mars 2019, Legalstart réalise une levée de fonds de plus de 15 millions d’euros avec le fonds ISAI.
En mars 2021, elle étend son activité à la rationalisation des tâches administratives et juridiques des entreprises en s'associant à Infogreffe. Cette collaboration lui a permis d'élargir sa gamme de services, allant de la rédaction de statuts de l'entreprise à la saisie des formalités juridiques, et ce directement sur la plateforme Infogreffe.  
En septembre 2021, Legalstart réalise un LBO, sponsorisé par le fonds ISAI et financé par Omnes Capital. À cette occasion, ISAI renforce également sa participation dans Legalstart.
En juin 2023, l'entreprise et Legafrik, une plateforme commerciale numérique en Afrique, font leur entrée sur le marché marocain.
En juillet 2023, Legalstart lance Zen, un service qui protège les entrepreneurs contre les escroqueries et les oublis administratifs. Zen comprend également un calendrier personnalisé permettant aux entrepreneurs de suivre et se mettre en conformité avec leurs obligations administratives, la fourniture de tous les registres obligatoires et la réalisation de certaines démarches obligatoires.
En septembre 2024, Legalstart lance son compte de paiement à destination des professionnels.